# Leodán González
Leodán Franklin González Cabrera (11 maart 1983) is een Uruguayaans voetbalscheidsrechter. Hij is in dienst van FIFA en CONMEBOL sinds 2017. Ook leidt hij sinds 2011 wedstrijden in de Primera División.
Op 2 april 2011 leidde González zijn eerste wedstrijd in de Uruguayaanse nationale competitie. Tijdens het duel tussen River Plate en Cerro (3–4) trok de leidsman achtmaal de gele kaart, waarvan twee keer voor dezelfde speler. In continentaal verband debuteerde hij op 21 april 2017 tijdens een wedstrijd tussen Independiente Medellín en FBC Melgar in de groepsfase van de Copa Libertadores; het eindigde in 2–0 en de Uruguayaanse scheidsrechter gaf één gele kaart. Zijn eerste interland floot hij op 16 november 2018, toen Peru met 0–2 verloor van Ecuador in een vriendschappelijke wedstrijd door twee doelpunten van Enner Valencia. Tijdens dit duel gaf González twee gele kaarten.
In mei 2022 werd hij gekozen als een van de videoscheidsrechters die actief zouden zijn op het WK 2022 in Qatar.

## Interlands
| Datum            | Plaats              | Wedstrijd              | Uitslag | Competitie           | Kreeg geel | Kreeg voor de tweede keer geel en dus rood | Weggestuurd |
| ---------------- | ------------------- | ---------------------- | ------- | -------------------- | ---------- | ------------------------------------------ | ----------- |
| 16 november 2018 | Lima, Peru          | Peru – Ecuador         | 0 – 2   | Vriendschappelijk    | 2          | 0                                          | 0           |
| 10 oktober 2020  | São Paulo, Brazilië | Brazilië – Bolivia     | 5 – 0   | WK 2022 kwalificatie | 5          | 0                                          | 0           |
| 3 september 2021 | Caracas, Venezuela  | Venezuela – Argentinië | 1 – 3   | WK 2022 kwalificatie | 2          | 0                                          | 1           |

Laatst bijgewerkt op 27 november 2024.